# Mount Warspite
Mount Warspite är ett berg i Kanada.   Det ligger i provinsen Alberta, i den centrala delen av landet, 3 000 km väster om huvudstaden Ottawa. Toppen på Mount Warspite är 2 850 meter över havet, eller 230 meter över den omgivande terrängen. Bredden vid basen är 0,77 km. Mount Warspite ingår i Spray Mountains.
Terrängen runt Mount Warspite är bergig västerut, men österut är den kuperad.Trakten runt Mount Warspite är nära nog obefolkad, med mindre än två invånare per kvadratkilometer.. Det finns inga samhällen i närheten. 
I omgivningarna runt Mount Warspite växer i huvudsak barrskog.